# Штирмер, Лазарь Шулимович
Лазарь Шулимович Штирмер (9 сентября 1922, Херсон — 2003, Херсон) — советский и украинский художник. Член Союза художников Украины с 1970 года, дипломант Министерства культуры и искусств Украины и Национального Союза художников Украины..

## Биография
Родился 9 сентября 1922 года в еврейской семье в Херсоне. Отец Шулим Давидович (1893—1960) — сапожник, мать Феня Лазарев (1894—1982) — портниха, домохозяйка. В 1939 году Штирмер поступил в Херсонское училище искусств, а после его реорганизации перевелся в Луганское художественное училище на отделение живописи. Во время войны работал на строительстве военного завода в Северном Казахстане. В 1946 году Штирмер возвратился в Херсон. Работал над рекламой для кинотеатра, преподавал в изостудии Дома пионеров. Его общественная деятельность связана с созданием Херсонского Товарищества художников, первым главой которого он был избран. С 1952 года — постоянный участник областных, всеукраинских и общесоюзных художественных выставок. В 1955 году — окончил Крымское художественное училище им. М. С. Самокиша. Педагог — В. Апанович. Участвовал в республиканских выставках с 1963 года. В 1970 году стал членом Союза художников Украины. С 2001 года дипломант Министерства культуры и искусств Украины и Национального союза художников Украины. Жил в Херсоне в доме по проспекту Ушакова, 51, квартира 13. Умер в 2003 году.

## Стиль творчества
Приверженец реалистического направления, Лазарь Штирмер пытался отразить современность в оптимистичных, сильных, динамичных образах. В историю художественной культуры Херсонщины он вошёл как живописец, который безошибочно ощущал декоративные возможности цвета, мастер портрета, пейзажа, натюрморта. Творчество художника охватывает период времени с середины 50-х до конца 90-х годов XX века. В его произведениях отразились черты искусства этого сложного и интересного периода. У Лазаря Штирмера выработался свой особенный стиль творчества, сохранились лучшие, прогрессивные традиции реалистического искусства послереволюционных лет. Творчество его многопланово, он мог выразиться в разных жанрах, но предпочтение отдавал портрету.

## Работы
- «Перед сменой» (1962);[5]
- «Текстильница 3. Азарова» (1963);
- «Работница Н. Зозуля» (1968);
- «Студентка Алла Иванова» (1969);
- «Робитфаковка» (1969);
- «В гидропарке» (1969);
- «Робфаковка» (1969);
- «Гребец Попов» (1971);
- «Автопортрет» (1971);
- «Гимнастки» (1979);
- «Море» (1981);
- «Окраины деревни» (1986);
- «На Днепре» (1991);
- «Ромашки» (1995).